# Карсашур
Карсашур — деревня в Шарканском районе Удмуртской республики.

## География
Находится в восточной части Удмуртии на расстоянии приблизительно 10 км на восток-юго-восток по прямой от районного центра села Шаркан.

## История
Основана в 1820 году переселенцами из деревень Верхнего и Нижнего Корякиных Сосновской волости и Сюрсовая и Зибеева Шарканской волости. В 1873 году отмечалась как починок Кивар большой (Карсашур, Русанов, Святые) с 30 дворами, в 1893 году уже как деревня Корсашур с 46 дворами, в 1905 — 65 дворов. До 2021 года административный центр Карсашурского сельского поселения.

## Население
Постоянное население составляло 220 человек (1873), 330 (1893), 495 (1905), 422 человека в 2002 году (удмурты 97 %), 342 в 2012.